# Jon Hensley
Jon Hensley (Browns Mills (New Jersey), 26 augustus 1965) is een Amerikaanse soap acteur, vooral bekend van zijn rol als Holden Snyder in As the World Turns.
Hensley begon in 1985 in de serie, en bleef tot 1988. Hij keerde terug van 1990 tot 1995. In 1997 keerde hij wederom terug en is sindsdien gebleven. Holdens affaire met de rijke Lily Walsh (Martha Byrne) domineerde veel van het verhaal in de jaren 80 en begin jaren 90.
Tijdens zijn afwezigheid speelde Jon in de televisiefilm Wounded Heart, Beverly Hills 90210 en Almost Perfect. Hij is samenwonend met zijn vrouw, mede-As the World Turns-ster Kelley Menighan Hensley. Samen hebben ze drie kinderen.